# 두서면
두서면(斗西面)은 대한민국 울산광역시 울주군의 면이다.

## 역사
신라시대 사로 육촌중 하나인 돌산고허촌의 일부였다. 유리 이사금대에 사량부로 개칭하였다. 940년에 경주 남산부(南山府)로 개칭하였다가, 1018년에 울주(蔚州)의 속현인 헌양현(巘陽縣)에 편입되었다. 1413년에 다시 경주부(慶州府)에 환원되어 남면(南面)의 일부가 되었다. 1777년에 남면이 외남면(外南面)과 내남면(內南面)으로 나누면서 외남면이 되었다. 1906년에 경주군 외남면이 울산군에 편입되면서 두북면(斗北面)으로 개칭하였다. 1910년에 언양~경주간 도로를 경계로 두동면(斗東面)과 두서면(斗西面)으로 나누면서 두서면이 되었다.
- 1910년 9월 1일 두북면(斗北面)을 두동면과 두서면으로 분리하면서 두서면(斗西面)이 되었다. 면사무소는 활천리에 두었다.
- 1914년 4월 1일 10개리로 개편하였다.

| 개편 전                                   | 개편 후           |
| ----------------------------------------- | ----------------- |
| 인보동(仁甫洞), 두동면 삼정동 일부        | 인보리(仁甫里)    |
| 서하동(西河洞)                            | 서하리(西河里)    |
| 중리동(中里洞), 구영동(九永洞)            | 구량리(九良里)    |
| 차동(次洞)                                | 차리(次里)        |
| 내와동(內瓦洞), 경주군 내남면 고사리 일부 | 내와리(內瓦里)    |
| 복안동(伏安洞)                            | 복안리(伏安里)    |
| 활천동(活川洞), 가장동(柯長洞)            | 활천리(活川里)    |
| 사음동(沙陰洞)                            | 미호리(嵋湖里)    |
| 전읍동(田邑洞)                            | 전읍리(錢邑里)    |
| 소호동(小湖洞), 태종동(太宗洞)            | 소호리(小湖里)[1] |
- 1918년 5월 5일 면사무소를 서하리로 이전하였다.
- 1924년 2월 1일 면사무소를 인보리(현위치)로 이전하였다.
- 1952년 4월 25일 지방 선거가 시행되고 초대 두서면의원 12명이 선출되었다.
- 1961년 9월 1일 두서면의회가 해산되었다.
- 1962년 6월 1일 울산군 일부에 울산시가 설치되면서 울주군 두서면이 되었다.
- 1973년 7월 1일 소호리가 상북면에 편입되었다.
- 1991년 1월 1일 울주군이 울산군으로 개칭하면서 울산군 두서면이 되었다.
- 1995년 1월 1일 울산시·울산군 통합으로 울산시 울주구 두서면이 되었다.
- 1997년 7월 15일 울산시가 울산광역시로 승격하면서 울산광역시 울주군 두서면이 되었다.

## 행정 구역
두서면은 9개 법정리와 17개 행정리, 42개 반으로 구성되어있다. 인구는 2015년 12월 31일 기준으로 1,781세대 3,325명이다. 면소재지는 인보리이다.
| 법정리 | 한자   | 행정리 | 세대  | 인구  |
| ------ | ------ | ------ | ----- | ----- |
| 인보리 | 仁甫里 | 4개    | 339   | 626   |
| 전읍리 | 錢邑里 | 1개    | 97    | 230   |
| 서하리 | 西河里 | 2개    | 198   | 403   |
| 구량리 | 九良里 | 2개    | 184   | 382   |
| 차리   | 次里   | 1개    | 128   | 240   |
| 내와리 | 內瓦里 | 2개    | 253   | 368   |
| 복안리 | 伏安里 | 2개    | 124   | 239   |
| 활천리 | 活川里 | 1개    | 143   | 253   |
| 미호리 | 嵋湖里 | 2개    | 148   | 265   |
| 두서면 | 斗西面 | 17개   | 1,781 | 3,325 |

## 교육 기관
- 두광중학교
- 두서초등학교
  - 내와분교 (폐교) : 두서면 활천내와로 977 (現 울산학생교육원 내와수련장)
  - 미호분교 (폐교) : 두서면 미호상동길 13
  - 두북분교 (폐교) : 두서면 활천내와로 50 (現 정토마을)
  - 두남분교 (폐교) : 두서면 구량차리로 16 (現 두남중고등학교)

## 교통

### 도로 시설
경부고속도로가 지나지만 나들목은 없다(활천리에 나들목 개통예정 2017년 6월 14일). 국도는 국도 제35호선(반구대로)이 지난다. 그 외에 인보리에서 두동면으로 연결되는 울주군도 31호선(구 지방도 제1025호선)이 있다.

### 시외버스
경부고속도로의 두서면 구간에 인보정류소가 있는데, 여기에 대구~경주~부산 일반고속버스가 정차한다. 부산터미널까지 약 35분, 경주터미널까지 약 27분, 동대구터미널까지 약 82분 소요된다.

## 두서면의회
두서면의회는 1952년부터 1961년까지 존속한 대한민국의 지방의회이다.
- 1952년 4월 25일 초대 면의원 선거 실시, 두서면의원 12명(대한독립촉성국민회12)이 선출되었다.
- 1956년 8월 8일 2대 면의원 선거 실시, 두서면의원 11명(자유당11)이 선출되었다.
- 1960년 12월 12일 3대 면의원 선거 실시, 두서면의원 11명이 선출되었다.
- 1961년 9월 1일 군사 정권에 의해 강제해산되었다.